# Xarada
Xarada foi uma banda de rock carioca dos anos 1980, notória por ter sido a primeira banda do Lenine. Por conta do sucesso posterior em carreira solo de Lenine, os discos gravados pela banda tornaram-se peças de colecionador. O músico Ricardo "Caxa" Aragão, filho do humorista Renato Aragão, também foi um dos integrantes.
A banda também é conhecida por conta da música “Mal Necessário”, que faz parte da trilha-sonora do filme Rock Estrela, e da música "Hoje Não é meu Dia de Sorte", presente na trilha-sonora do filme Os Trapalhões no Reino da Fantasia. Nesse filme, o quinteto original que formou o Xarada protagonizou a banda "Heavy Trap’s".
Em 1986, a banda foi eleita o melhor grupo do Festival de rock promovido pela BB Video.

## Formação
Fonte:
- Lenine - voz e guitarra
- Caxa Aragão - guitarra e back-vocal
- Fábio Girão[12] - baixo-elétrico e back-vocal
- Duda Aragão - bateria e back-vocal
- Sartori - teclados e back-vocal.

## Discografia
- 1985 - Compacto Duplo “Pode Ser Legal” (contém no lado B a música “Hoje Não É o Meu Dia de Sorte”)
- 1985 - Compacto Duplo “Mal Necessário” (contém no lado B a música “O Feitiço e o Feiticeiro”)

Trilhas-sonoras
| Ano  | Filme                              | Música                      | Ref.   |
| ---- | ---------------------------------- | --------------------------- | ------ |
| 1985 | Rock Estrela                       | Mal Necessário              | [ 6 ]  |
| 1985 | Os Trapalhões no Reino da Fantasia | Hoje Não é Meu Dia de Sorte |        |
| 1986 | Os Trapalhões no Rabo do Cometa    | O Feitiço e o Feiticeiro    | [ 13 ] |